# Joe Hutshing
Joe Hutshing est un monteur américain.

## Biographie
Après avoir obtenu son diplôme en beaux arts et en arts appliqués à l'Université de l'Oregon en 1980, Joe Hutshing déménage à Los Angeles dans le but de travailler dans l'industrie cinématographique. Tout en faisant le barman la nuit, il commence à monter des films d'étudiants, puis il devient assistant sur La Folle Journée de Ferris Bueller, puis sur Princess Bride. Mais sa carrière commence vraiment avec Wall Street,.

## Filmographie (sélection)
- 1986 : La Folle Journée de Ferris Bueller (Ferris Bueller's Day Off) de John Hughes
- 1987 : Princess Bride (The Princess Bride) de Rob Reiner
- 1987 : Wall Street d'Oliver Stone
- 1989 : Né un 4 juillet (Born on the Fourth of July) d'Oliver Stone
- 1991 : JFK d'Oliver Stone
- 1991 : The Doors d'Oliver Stone
- 1993 : Proposition indécente (Indecent Proposal) d'Adrian Lyne
- 1994 : La Rivière sauvage (The River Wild) de Curtis Hanson
- 1995 : French Kiss de Lawrence Kasdan
- 1996 : Jerry Maguire de Cameron Crowe
- 1996 : Broken Arrow de John Woo
- 1998 : Rencontre avec Joe Black (Meet Joe Black) de Martin Brest
- 1999 : Dans la peau de John Malkovich (Being John Malkovich) de Spike Jonze
- 2000 : Presque célèbre (Almost Famous) de Cameron Crowe
- 2001 : Vanilla Sky de Cameron Crowe
- 2003 : Tout peut arriver (Something's Gotta Give) de Nancy Meyers
- 2005 : La Porte des secrets (The Skeleton Key) d'Iain Softley
- 2007 : Lions et Agneaux (Lions for Lambs) de Robert Redford
- 2009 : Pas si simple (It's Complicated) de Nancy Meyers
- 2010 : The Tourist de Florian Henckel von Donnersmarck
- 2011 : Nouveau Départ (We Bought a Zoo) de Cameron Crowe
- 2016 : The Birth of a Nation de Nate Parker
- 2017 : The Greatest Showman de Michael Gracey

## Distinctions

### Récompenses
- Oscar du meilleur montage
  - en 1990 pour Né un 4 juillet
  - en 1992 pour JFK
- BAFTA 1993 : British Academy Film Award du meilleur montage pour JFK

### Nominations
- Oscar du meilleur montage
  - en 1997 pour Jerry Maguire
  - en 2001 pour Presque célèbre